# ماري إي. إيتون
ماري إي. إيتون (بالإنجليزية: Mary E. Eaton)‏ هي سفرجات أمريكية، (و. 1844 – 1915 م).